# Shuttle Radar Topography Mission
Lo Shuttle Radar Topography Mission (SRTM) è un'impresa internazionale che è riuscita a ottenere un modello digitale di elevazione su una scala quasi globale dai 56 °S ai 60 °N, per generare il database topografico digitale ad alta risoluzione più completo fino a quando non fu distribuito il database ASTER GDEM nel 2009. Lo SRTM consisteva in un sistema radar modificato specialmente che ha volato a bordo dello Space Shuttle Endeavour durante gli undici giorni della missione STS-99 del febbraio 2000. Per acquisire i dati topografici dei dati di elevazione, il carico SRTM è stato equipaggiato con due antenne radar. Un'antenna era posizionata nello spazio di carico dello Shuttle, l'altra alla fine di un braccio di 60 metri che si estendeva dallo spazio di carico una volta che lo Shuttle era nello spazio. La tecnica impiegata è conosciuta come Interferometric Synthetic Aperture Radar.
I modelli di elevazione sono distribuiti in code, ognuna rappresentante un grado di latitudine e uno di longitudine, nominati congruentemente alle loro angoli sud ovest. Ne deriva quindi che "n45e006" sta per 45°00′N 6°00′E a 46°00′N 7°00′E mentre "s45w006" da 45°00′S 6°00′W a 44°00′S 5°00′W. La risoluzione delle celle dei dati è di un secondo d'arco, ma 1" (circa 30 metri) di dati sono stati distribuiti solo per il territorio degli USA. Per il resto del mondo sono disponibili le risoluzioni a soli 3 gradi secondi (circa 90 metri). Ogni coda di secondo di grado contiene 3 601 righe, ognuna consistente di 3 601 celle a 16 bit big-endian. Le dimensioni delle code di 3 gradi secondi sono di 1201 x 1201.
I modelli di elevazione ricavati dai dati dello SRTM vengono usati nei Geographic information system (GIS). Possono essere liberamente scaricati tramite internet e il loro formato di file è supportato da parecchi programmi software.
Lo Shuttle Radar Topography Mission è un progetto internazionale guidato dalla U.S. National Geospatial-Intelligence Agency (NGA) e dalla U.S. National Aeronautics and Space Administration (NASA).

## Aree senza dati

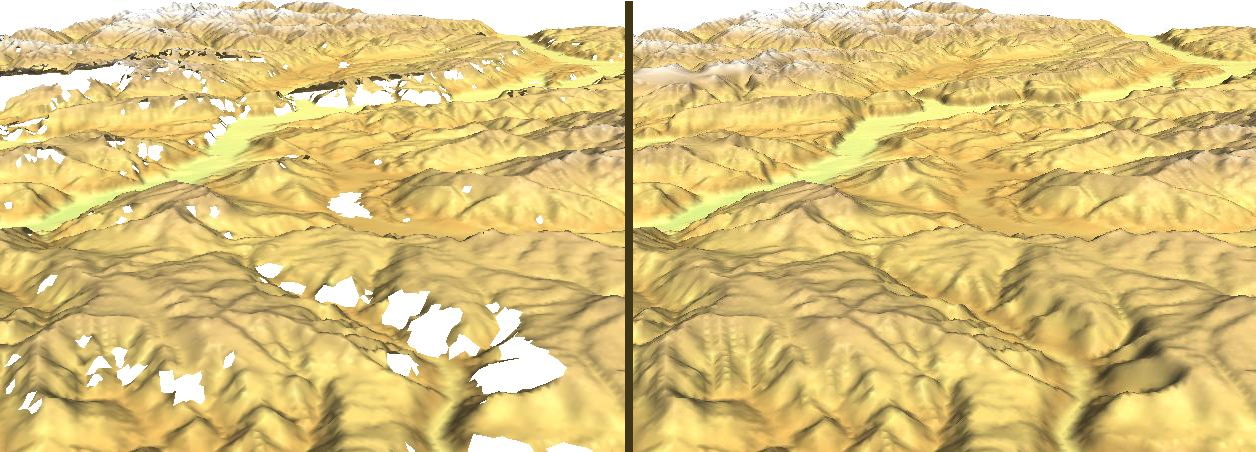
Vuoti nel SRTM che vengono riempiti dalle linee di interpolazione in GRASS GIS

I dati di elevazione sono influenzati dalle montagne e dalle aree desertiche senza dati. Questi dati rappresentano non più dello 0,2% del totale delle aree scandagliate, ma possono essere un problema nelle aree di grande interesse. Anche le cime oltre gli 8 000 metri, molte di quelle oltre i 7 000, molte cime alpine e simili, pure le valli soffrono di questi problemi. Ci sono alcune fonti di dati SRTM che sono state riempite per colmare i vuoti, ma alcune di queste hanno solo utilizzato interpolazioni dai dati circostanti e potrebbero quindi risultare inaccurate. Se i buchi di dati sono troppo larghi, oppure completamente coperti da cime e aree troppo ripide, nessun algoritmo di interpolazione produce risultati soddisfacenti. Altri sviluppatori, tra cui NASA World Wind e Google Earth, hanno migliorato i loro risultati utilizzando dati da 30 secondi di grado nei processi di interpolazione, ma, a causa della bassa risoluzione di questi dati e dalla loro bassa qualità, hanno inoltre migliorato i loro servizi di visione terrestre aggiungendo dati da altre fonti. Lettori che usano il software di Google Earth possono esaminare un esempio dei risultati più recenti cliccando su 27°59′14″N 86°55′31″E (Everest) e spostando l'immagine.

## Insiemi di dati SRTM riempiti dal vuoto
Gruppi di scienziati hanno lavorato sugli algoritmi per riempire i buchi lasciati dai dati SRTM originali. Due set di dati offrono una copertura globale di dati SRTM riempiti dai vuoti a piena risoluzione: i CGIAR-CSI versions e gli USGS HydroSHEDS dataset. I CGIAR-CSI versione 3 (e versione 4 che sono distribuiti nell'autunno 2007) forniscono la miglior copertura globale a piena risoluzione. I dati HydroSHEDS furono generati per applicazioni idrogeologiche e vanno bene per masse d'acqua e informazioni sui flussi d'acqua. Vengono forniti riferimenti sugli algoritmi usati e sulla qualità degli assestamenti. I dati SRTM riempiti dai vuoti da Viewfinder Panoramas sono di alta qualità a una risoluzione SRTM piena, la copertura è limitata ad aree ad alta incidenza montagnosa e alcune aree a nord dei 60 gradi di latitudine.

## La migliore risoluzione globale rilasciata
È disponibile dal sito web dell'United States Geological Survey la miglior risoluzione rilasciata a livello globale dei dati SRTM, ovvero il modello digitale del terreno con risoluzione 1 secondo d'arco di grado (30 metri) all'equatore. Il governo degli Stati Uniti ha annunciato il 23 settembre 2014 al Summit delle Nazioni Unite sul clima, che i dati topografici globali con risoluzione più elevata possibile e derivati dalla missione SRTM sarebbero stati resi pubblici. Prima della fine dello stesso anno, il DEM (modello digitale di elevazione) globale a 1 arco-secondo di grado (30 metri) è stato rilasciato. La maggior parte delle porzioni delle terre emerse nel mondo è stata coperta da questo set di dati che varia tra i 54° S e i 60° N di latitudine, con l'eccezione dell'area del Medio Oriente e del Nord Africa. La copertura mancante di Medio Oriente e Africa a questa risoluzione è stata infine rilasciata completamente nell'agosto 2015.

## Risorse bibliografiche
1. ↑   EarthExplorer - Home, su earthexplorer.usgs.gov.
2. ↑   U.S. Releases Enhanced Shuttle Land Elevation Data [JPL-Shuttle Radar Topography Mission.], su www2.jpl.nasa.gov.
3. ↑   NASA Shuttle Radar Topography Mission (SRTM) Version 3.0 Global 1 arc second Data Released over Asia and Australia, su earthdata.nasa.gov. URL consultato il 4 ottobre 2019 (archiviato dall'url originale il 13 maggio 2017).
4. ↑   SRTMGL1 coverage now includes Africa, Europe, North America, South America, Asia, and Australia in 1° X 1° tiles at 1 arc second (about 30 meters) resolution., su earthdata.nasa.gov. URL consultato il 4 ottobre 2019 (archiviato dall'url originale il 13 maggio 2017).